# Joan Marsh

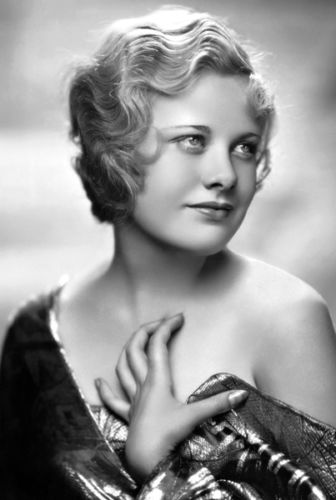
Joan Marsh.

Joan Marsh, född Nancy Ann Rosher 10 juli 1914 i Porterville, Kalifornien, död 10 augusti 2000 i Ojai, Kalifornien, var en amerikansk skådespelare. Marsh var barnskådespelare i Hollywoodfilmer åren 1915-1921 och använde då namnet Dorothy Rosher. Från 1930-1944 verkade hon åter som skådespelare, nu under namnet Joan Marsh.

## Filmografi i urval
- 1931 – Inspiration
- 1932 – Ungkarlsaffärer
- 1932 – Ur polisens dagbok
- 1933 – Snurriga familjen
- 1934 – Äkta man på vift
- 1935 – Anna Karenina
- 1937 – Charlie Chan på Broadway
- 1939 – Dårskapens marknad